# Vilă rurală (Ciuciuleni)
Vilă rurală este o clădire amplasată în Ciuciuleni, raionul Hîncești, Republica Moldova. Este un monument arhitectural de importanță națională inclus în Registrul monumentelor Republicii Moldova ocrotite de stat cu nr. 859 (raionul Nisporeni). Datează din anii 1930.